# Viola, Minha Viola
Viola, Minha Viola foi um programa de televisão produzido e exibido semanalmente pela TV Cultura de São Paulo e pela TV Brasil, ainda hoje é reprisado aos domingos na TV Cultura.

## História
Um dos mais tradicionais programas de música caipira na televisão brasileira, o Viola, Minha Viola é apresentado semanalmente desde 25 de maio de 1980. Inicialmente, era apresentado por Moraes Sarmento e Nonô Basílio. Em seguida, em parceria de Sarmento com Inezita Barroso. E, desde meados da década de 1990, após a morte dele, apenas por Inezita.
São mais de 1.500 programas gravados e exibidos. A história do programa se confunde com a história do próprio gênero nas últimas décadas. As gravações são capazes de registrar a enormidade de grupos folclóricos existentes no país: folias de reis, reisados, batuques, catiras, cururus e repentes e tantos outros.
Em 2005, completou 25 anos de transmissão com o lançamento de dois CDs comemorativos, contendo as principais músicas caipiras.No ano de 2006, lamentavelmente, o programa perdeu o grande músico Robertinho do Acordeon, mas, mesmo assim, Inezita seguiu acompanhada por um belo regional, composto por Arnaldo Freitas, na viola caipira, André Fernandes, no contra-baixo, Valdir B. Lemos, na percussão, e Joãozinho Violeiro, no violão.
Em 2007, comemorando seus 27 anos no ar, o programa continua com as tradicionais apresentações. No dia 26 de maio, a festa foi com As Galvão, que cantaram seus grandes sucessos, fazendo, inclusive, dueto com a eterna rainha da música caipira, Inezita Barroso.

## Especial de 30 anos
Em 2010, o programa comemora 30 anos no ar, com a presença de vários astros e estrelas da música caipira.
Dia 25 de maio de 2010 o programa musical mais antigo da tevê brasileira, Viola, Minha Viola, apresentado por Inezita Barroso, comemorou 30 anos no ar com um especial gravado no Auditório Ibirapuera em São Paulo, que reuniu grandes nomes da música, incluindo Daniel, Almir Sater, As Galvão, Liu & Léo, Pedro Bento & Zé da Estrada, Cezar & Paulinho, Craveiro e Cravinho e Zé Mulato e Cassiano. O programa foi exibido no dia 27 de maio, na TV Cultura.
Com o auditório repleto de fãs e um cenário minuciosamente montado, recheado de móbiles com violas, violões e contrabaixos, Inezita se emocionou e recebeu cantores que fizeram parte da história do programa. “Esta é uma festa muito gostosa entre a nossa família”, diz a apresentadora ao saudar seu público.
Almir Sater foi o primeiro a subir ao palco e relembrar suas diversas participações no Viola: “Os bastidores do programa foram como uma escola para mim. Lá conheci muitos músicos e violeiros”.
Em seguida, Inezita recebeu as duplas Liu & Léo, As Galvão, Pedro Bento & Zé da Estrada, Zé Mulato e Cassiano, Cezar & Paulinho – que cantam junto com outra dupla da família, Craveiro e Cravinho. Todos contam um pouco de sua história no programa e apresentam sucessos que emocionam Inezita e o público do Auditório. “O programa completa 30 anos e nós ganhamos o presente”, diz Cezar.
“Todos sabem a admiração que tenho por esse menino”, diz Inezita ao convidar Daniel para o palco. O cantor não economizou elogios ao programa e à sua apresentadora: “É um prazer muito grande estar aqui. Tenho muita honra em poder presenciar essa energia boa do Viola há tantos anos, desde o início da minha carreira, na época ainda com o saudoso João Paulo. Este programa abriu as portas para nós”, relembra. “Inezita, você é a nossa bandeira, é portadora de uma luz superior inigualável. O Viola não chegaria até aqui se não fosse você, tantos talentos da nossa música e esse público”, completa o cantor.

## Fim do programa e reprises
Após a morte de Inezita, o programa exibia reprises antigas. Em julho de 2015, o ator Lima Duarte foi convidado como novo apresentador do programa, foi anunciado que Lima só assumiria em fevereiro de 2016 o que de fato nunca aconteceu.
Em 2017, a emissora volta a fazer o Viola agora como um programa especial homenageando os nomes da música sertaneja agora com apresentação da cantora e compositora Adriana Farias. O programa foi gravado até 2018, quando a direção da TV Cultura optou por reprisar o material por tempo indeterminado. O último programa apresentado por Adriana foi exibido em 6 de janeiro de 2019. Em 11 de agosto de 2019, o programa passou a ser exibido às 7h de domingo.
Em 17 de junho de 2024, o programa voltou a ganhar reprises na TV Cultura, mas nas segundas-feiras á meia noite, como parte das comemorações dos 55 anos do relançamento do canal e em esquema de revezamento com o Sr. Brasil.